# Els oblidats dels oblidats
Els oblidats dels oblidats. La història de milers de malalts mentals i un boig és un documental de l'any 2011 dirigit per Carles Caparrós i Obiols, apadrinat per Tortell Poltrona i Pallassos Sense Fronteres, i amb la col·laboració de l’Associació Aïma, TVE, Televisió de Catalunya i l'Institut Català de les Indústries Culturals.

## Argument
El documental explica la crua realitat de les persones que tenen una malaltia mental a molts països africans, on no reben cap mena de tractament mèdic i, per por i ignorància, se'ls encadena. Una crua realitat que denuncia i que fins i tot és capaç de canviar Grégoire Ahongbonon, un reparador de pneumàtics que un dia va decidir dedicar-se en cos i ànima a una heroica missió: rescatar-los, curar-los, tornar-los a les seves famílies i reinserir-los a la societat.

## Data i lloc d'estrena
4 de novembre de 2011, cinema Alexandra de Barcelona.

## Premis i Reconeixements
- Gran Premi de Documental d’Autor de la URTI[6](International Radio and Television Union)
- Medalla d'Or Millor Documental al Festival Internacional de Televisió i Cinema de Nova York[7][8]
- Nominació al Millor Documental Europeu, PRIX EUROPA
- Globus d’Or. World Media Festival, Hamburg, Alemanya
- Millor Documental de la XXIV edició del Concurs de Televisió de MANOS UNIDAS
- Premi del Públic, Sole Luna Festivale Internazionale di Documentari, Palermo, Itàlia
- Millor Llargmetratge al II Festival Internacional de Cine (FICEE) de Ciudad Rodrigo

## Festivals
- Globians World & Culture Documentary Film Festival Berlín, Alemanya
- One World International Human Rights Documentary Film Festival, Praga, República Txeca
- DOCSDF, Mèxic DF.
- Muestra Internacional de Cine Latino Punta del Este, Uruguai
- Festival Internacional de Cine en Derechos Humanos “Es de tod@s”, Mèxic DF.
- Karlovy Vary International Film Festival, República Txeca
- Ciné Droit Libre. Ouagadougou, Burkina Faso
- Addis International Documentary Film Festival. Etiòpia
- Document 10 International Human Rights in Film Festival, Escòcia
- Move it! Filmfestival. Dresden, Alemanya
- Festival de Cinema Solidari de Navarcles (CLAM)
- Festival Internacional de Cine de Derechos Humanos de Santa Coloma de Gramenet
- Festival de Cine y Televisión Reino de León
- Festival Internacional de l’Audiovisual de Barcelona
- Festival de Cine Documental EXTREMA’doc, Càceres
- Espiello XI, Festival Internacional de Documental Etnográfico de Sobrarbe
- 2ª Muestra de Cine Africano de Sant Boi de Llobregat. Inaugural
- De Madrid al cielo. II Muestra Internacional de cine que inspira, Madrid
- FIPA
- DocAnt, Buenos Aires, Argentina
- L’Altre Festival Internacional d’Arts Escèniques i Salut Mental, Barcelona